# مارکوس استوارت
مارکوس استوارت (انگلیسی: Marcus Stewart؛ زادهٔ ۷ نوامبر ۱۹۷۲) یک بازیکن فوتبال اهل بریتانیا است.